# Communauté de communes de La Motte du Caire-Turriers
Die Communauté de communes de La Motte du Caire-Turriers war ein französischer Gemeindeverband mit der Rechtsform einer Communauté de communes im Département Alpes-de-Haute-Provence in der Region Provence-Alpes-Côte d’Azur. Sie wurde am 5. Dezember 2008 gegründet und umfasste 16 Gemeinden. Der Verwaltungssitz befand sich im Ort La Motte-du-Caire.
Am 1. Januar 2016 wurde die Gemeinde Bellaffaire, die zuvor zur Communauté de communes du Pays de Serre-Ponçon gehörte, in den Gemeindeverband eingegliedert. Die Gemeinden Claret und Curbans kamen am 1. Januar 2017 zur Communauté d’agglomération Gap-Tallard-Durance.
Die restlichen Gemeinden schlossen sich mit sechs weiteren Communauté de communes (eine in der Region Alpes-de-Haute-Provence und fünf in der Region Hautes-Alpes) zur Communauté de communes du Sisteronais-Buëch zusammen.

## Mitgliedsgemeinden
1. Bayons
2. Bellaffaire (seit 2016)
3. Le Caire
4. Châteaufort
5. Clamensane
6. Claret
7. Curbans
8. Faucon-du-Caire
9. Gigors
10. Melve
11. La Motte-du-Caire
12. Nibles
13. Sigoyer
14. Thèze
15. Turriers
16. Valavoire